# Mar Espinhaço
O Mar Espinhaço foi um paleoceano que ocupou parte do atual território do Brasil, notadamente onde está a Serra do Espinhaço e seus prolongamentos, durante o período de cerca de 1 750 milhões de anos atrás. Seu nome deriva da Serra do Espinhaço, que teria sua formação iniciada há 650 milhões de anos.
Sua área foi responsável pelo início das formações geológicas que viriam a se constituir a Chapada Diamantina, na Bahia; a seguir transformou-se no deserto Tombador, além de ter passado por uma glaciação que durou 145 milhões de anos a partir de 850 milhões de anos atrás. A região viria também a ser leito para formação do mar Caboclo, que possuía águas agitadas (datado de cerca de 1 100 milhões de anos atrás), e do mar Bambuí (há 700 milhões de anos), de águas calmas.